# Ernst August von Beust
Ernst August Graf von Beust (* 21. November 1783 in Altenburg; † 5. Februar 1859) war ein preußischer Geologe und Bergbeamter. Er war der erste Berghauptmann des rheinischen Oberbergamtes.

## Leben
Ernst August von Beust studierte an der Bergakademie Freiberg in Sachsen. 1800 wurde er Mitglied der Erzgebirgischen Landsmannschaft der Montanen, die 1821 zum Corps Montania wurde. Nach dem Studium machte er schon in jungen Jahren eine steile Karriere innerhalb der preußischen Bergverwaltung. Im Jahre 1816 wurde er im Range eines Geheimen Oberbergrates kommissarisch mit der Organisation und interimistischen Direktion eines königlich preußischen Oberbergamtes für die niederrheinischen Provinzen beauftragt. Im Jahre 1817 wurde Beust erster Berghauptmann des Oberbergamtes Bonn. Am 1. November 1840 wurde er zum Oberberghauptmann ernannt und zum Direktor der Abteilung für das Berg-, Hütten- und Salinenwesen im Preußischen Finanzministerium nach Berlin berufen. Bis zu seiner Pensionierung am 1. Oktober 1848 war Beust damit der höchste Bergbeamte im Königreich Preußen.
Im Januar 1849 wurde er (lfd. Nr. 7 von 170 Mitgliedern) in die Ende Dezember 1848 neu gegründete Deutsche Geologische Gesellschaft aufgenommen.

## Ehrungen
- Wahl in die Deutsche Akademie der Naturforscher Leopoldina (1820)[4]
- Graf Beust zu Ehren wurden zahlreiche bergmännische Anlagen benannt, darunter die Zeche Graf Beust.